# Mysteria seabrai
Mysteria seabrai är en skalbaggsart som beskrevs av Dias 1988. Mysteria seabrai ingår i släktet Mysteria och familjen långhorningar. Inga underarter finns listade i Catalogue of Life.